# Fernando de Alva Ixtlilxóchitl
Fernando de Alva Cortés Ixtlilxóchitl (Texcoco, 1568? — Ciutat de Mèxic, 1648), va ser un historiador novo-hispà, descendent en línia directa de la casa governant en la senyoria acolhua de Tetzcuco.

## Vida
Nascut castís (descendent d'un avi indígena i 3 avis espanyols) entre els anys 1568 i 1580, Fernando de Alva Ixtlilxóchitl va ser anomenat així en memòria del conqueridor de Tenochtitlán, Hernán Cortés (també anomenat Hernando Cortés). Fill de Juan de Navas Pérez de Peraleda i d'Ana Cortés Ixtlilxóchitl, va ser descendent directe, dels reis de Acolhuacan i de Tenochtitlán (el seu besavi va ser Hernando Ixtlilxóchitl), últim tlatoani de Tetzcuco, també anomenat Ixtlilxóchitl II, (fill de Yacotzin; per tant rebesnet de Nezahualcóyotl), i de Beatriz Papatzin, filla aquesta de Cuitláhuac, antic senyor de Iztapalapa i últim tlatoani dels mexiques en l'època de la invasió espanyola, període en què va expulsar els conqueridors en l'episodi conegut com la la Nit Trista, A més descendent de Hernan Cortés. Per mitjans de l'Arquebisbe de Mèxic Fra García Guerra, va ser nomenada la seva família, noble, i se'ls va donar una petita senyoria hereditària.
Va ser un distingit alumne del Col·legi de la Santa Cruz de Tlatelolco, fundat per ordres del Frare Juan de Zumárraga, primer bisbe de Mèxic. En aquest lloc va ser educat en la llengua Nàhuatl i en l'idioma castellà. Per un temps va viure a San Joan Teotihuacan, entre 1600 i 1604. Vuit anys més tard el 1612, va ser nomenat governador indígena de Texcoco, i a l'any següent, del poble de Tlalmanalco.
Va ser el germà gran de Bartolomé de Alva Ixtlilxóchitl.

## Obres d'aquest autor
Ixtlilxóchitl va ser comissionat pels virreis espanyols de Nova Espanya per escriure la història dels pobles indígenes de Mèxic. La seva Relación histórica de la nación tulteca — anomenada usualment Relación — va ser escrita entre 1600 i 1608. Aquest text és un conjunt de relats sobre successos ocorreguts a Nova Espanya i de la història del poble tolteca. La Relació i molts altres textos d'Ixtlilxóchitl contenen fragments de la literatura i la lírica nahua prehispànica. Proporcionen un detallat informe de la importància de l'actuació del seu besavi, Fernando Ixtlilxóchitl, en la conquesta de Mèxic i la pacificació dels indígenes a la Vall de Mèxic.
Posteriorment —1610 a 1640, segons Chavero— Ixtlilxóchitl va escriure la História chichimeca, que refereix als mateixos esdeveniments que la Relació, encara que amb una organització més adequada. El títol original de l'obra és desconegut, i aquest amb el qual es coneix li va ser imposat per Carlos de Sigüenza y Góngora quan el manuscrit va passar al seu poder. Lorenzo Boturini, propietari del mateix text uns anys després, els va anomenar Història general de la Nueva Espanya. Hi ha evidència que la História chichimeca va formar part d'un treball més ampli les parts que falten del qual estan perdudes, o bé, no va ser acabat. El capítol final de la História d'Ixtlilxóchitl és el Lloc de Tenochtitlan, al que l'autor li imposa una versió texcocana de la Conquesta, en contrast amb Hernando de Alvarado Tezozómoc, autor d'ascendència tenochca l'obra de la qual proporciona una visió més propera als mexiques. La História chichimeca és considerada el millor treball de Fernando de Alva Ixtlilxóchitl.